# Guillaume Amfrye de Chaulieu
Guillaume Anfrie (parfois Amfrye ou Anfrye), abbé de Chaulieu, né à Fontenay-en-Vexin au Domaine de Beauregard en 1639 et mort à Paris le 27 juin 1720, est un poète libertin français.

## Biographie
Son père, maître des comptes à Rouen, l’envoya faire ses études au collège de Navarre, à Paris, où il montra tôt l’esprit qui devait le distinguer. Il obtint la faveur du duc de Vendôme qui lui fit obtenir, entre autres bénéfices ecclésiastiques, l'abbaye d’Aumale. Le duc de Vendôme et son frère Philippe, grand prieur des chevaliers de Malte en France, se réunissaient à cette époque au Temple où ils formaient autour d’eux une société épicurienne.
Chaulieu devint le compagnon de toujours et le conseiller des deux princes. Il fit une expédition en Pologne dans la suite du marquis de Béthune, dans l’espérance de faire carrière à la cour du roi Jean III. Il fut de l’une des campagnes du roi de Pologne en Ukraine, mais revint à Paris sans avoir réussi dans ses ambitions polonaises. Saint-Simon a rapporté qu’ayant aidé son protecteur le grand prieur à escroquer le duc de Vendôme, le roi fit ordonner aux princes de lui confier la gestion de leurs propres affaires, ce que récuse néanmoins Sainte-Beuve, qui considère Saint-Simon comme un témoin partial.
Dans ses dernières années, Chaulieu passa beaucoup de son temps à la petite cour de la duchesse du Maine à Sceaux où il devint l’ami de confiance et dévoué de Marguerite de Launay, avec qui il a entretenu une correspondance intéressante. Il excellait dans le genre des « vers de société ». Fontenay et La Retraite sont parmi les mieux connues de ses poésies d’inspiration anacréontique.
Il a même fait l’objet d’une comédie de Philipon de La Madelaine, Chaulieu à Fontenay, (1800)
Ses travaux ont été édités avec ceux de son ami le marquis de La Fare en 1714, 1750 et 1774.

## Fontenay-en-Vexin
Le château de Beauregard situé sur la commune du Vexin-sur-Epte, quartier de Fontenay-en-Vexin, est construit sur un site naturel inscrit par un arrêté du 16 avril 1943. Au XVIIe siècle, il fut le lieu de naissance et de villégiature de Guillaume Amfrye de Chaulieu; puis la résidence du comte Léon de Laborde, homme politique et archéologue du Second Empire, qui y mourut en 1869. Le château fut occupé par les Prussiens en 1870, puis par les Allemands pendant la Seconde Guerre mondiale. Depuis, cette propriété privée appartient à la famille Icard,.
Fontenay, lieu délicieux,
Où je vis d'abord la lumière ;
Bientôt au bout de ma carrière,
Chez toi je joindrai mes aïeux.
Muses, qui dans ce lieu champêtre
Avec soin me fites nourrir ;
Beaux arbres qui m'avez vu naître,
Bientôt vous me verrez mourir.
GUILLAUME AMFRYE DE CHAULIEU

## Citation
« À présent l’expérience m’apprend que la jouissance de nos biens les plus parfaits ne vaut pas l’impatience ni l’ardeur de nos souhaits. »

## Œuvres
- Œuvres de Chaulieu, Genève, Slatkine Reprints, 1968
- Poésies de Chaulieu, Paris, Froment, 1825
- Lettres inédites de l’abbé de Chaulieu, Paris, Comon, 1850
- Abbé de Chaulieu et marquis de la Fare, Poésies (édition Constance Griffejoen-Cavatorta), Paris, Classiques Garnier 2014,  (ISBN 9782812420542).

## Décorations
- Chevalier de la Mouche à Miel

## Sources
- Édouard Neveu, « Notice sur Guillaume Anfrye de Chaulieu », Poètes normands, Éd. Louis-Henri Baratte, Paris, Amédée Bedelet, Martinon, Dutertre et Pilout, 1846.

## Pour approfondir

#### Ouvrages utilisés pour la rédaction de l'article
- Gilbert Bouriquet, L’Abbé de Chaulieu et le libertinage au grand siècle, Paris, Nizet, 1972.
- Dictionnaire de la noblesse, contenant les généalogies, l'histoire et la chronologie des familles nobles de France. 1864." de Aubert de La Chesnaye Des Bois, François-Alexandre (1699-1783)
- Le grand dictionnaire historique, ou Le mélange curieux de l'histoire sacrée et profane. Tome 3 / ... par Mre Louis Moreri, ... Nouvelle édition, dans laquelle on a refondu les Supplémens de M. l'abbé Goujet, le tout revu, corrigé et augmenté par M. Drouet - 1759

#### Autres ouvrages
- Kilien Stengel, Poètes du vin, poètes divins, préface de Jean-Robert Pitte, Paris, collection Écriture, Éditions de l'Archipel 2012, 280p.
- Antoine Adam, Les Libertins au XVIIe siècle Paris, Buchet-Chastel, 1964 ;
- Pierre-Antonin Brun. Autour du dix-septième siècle. Les libertins. Maynard. Dassoucy. Desmarets. Ninon de Lenclos. Carmain. Boursault. Mérigon. Pavillon. Saint-Amant. Chaulieu, Genève, Slatkine Reprints, 1970 ;
- Jean Gravigny, Abbés galants et libertins aux XVIIe et XVIIIe siècles : Chaulieu, Voisenon, Bernis, Paris, A. Méricant 1900-1985 ;
- Frédéric Lachèvre, Les Derniers Libertins, Genève, Slatkine Reprints, 1968 ;
- Nicolas de Malézieu, Les Divertissemens de Seaux, Paris, Étienne Ganeau, 1712 ;
- Louis Philipon de La Madelaine, Chaulieu à Fontenay, comédie en un acte, en prose, mêlée de vaudevilles, Paris, Chez le libraire au Théâtre du Vaudeville, 1800 ;
- Sainte-Beuve, Causeries du lundi, t. I. ; et Lettres inédites, Paris, Garnier frères, 1885 1850.